# Ladislav Brůžek
Ladislav Brůžek (* 27. Juli 1890; † unbekannt) war ein tschechoslowakischer Radrennfahrer.

## Sportliche Laufbahn
Brůžek war im Straßenradsport aktiv. Er war Teilnehmer der Olympischen Sommerspiele 1928 in Amsterdam. Im olympischen Straßenrennen kam er beim Sieg von Henry Hansen auf den 59. Rang. Die tschechoslowakische Mannschaft mit Ladislav Brůžek, Antonín Honig, Antonín Perič und Josef Šídlo kam in der Mannschaftswertung auf den 11. Platz.
Die nationale Meisterschaft im Straßenrennen gewann er von 1927 bis 1930. 1929 und 1930 war er im Eintagesrennen Prag–Karlovy Vary–Prag erfolgreich.